# 북일 금당 해남윤씨재실
북일 금당 해남윤씨재실은 전라남도 해남군 북일면에 있다. 2009년 9월 30일 해남군의 향토문화유산 제15호로 지정되었다.

## 개요
해남윤씨 재실은 추원당과 행랑채로 구성되어 있으며 전통적인 중부지방 가옥형태인 ㅁ자형을 하고 있다. 추원당은 정면3칸, 측면 2칸으로 현판글씨는 근대 서예가이며 호남의 명필로 유명한 동양 이수형의 글씨다.
지붕은 팔작지붕의 형태로 활주를 지붕의 사귀에 세웠고, 기둥에는 주련을 판각하였다, 사당은 오량집으로 되어 있고 기둥의 도리와 장여 등은 근대건축물의 특징을 보이고 있으며 출입문 위는 빗살문으로 되어 있다. 출입문의 문짝들은 이중구멍을 이용한 둥근 살미리로 사용되었으며 사랑채는 ?자형으로 방 5개, 광2개, 부엌과 주방으로 구성되어 있다.
재실의 상량문에는 단군 기원 4271년이라는 명문이 있어 1938년에 건립되었음을 알 수 있다, 북일 금당리 해남윤씨 재실은 근대 건축물로서 문중재실의 건축사를 연구하는데 중요한 자료로 특히 일제강점기에 건축된 건축물의 특징을 잘 나타내고 있다.